# Рівень домагань
Рі́вень домагань — соціальна позиція, яку займає індивід і яка закріплюється через його індивідуальний вибір.
Розбіжність між домаганнями і реальними можливостями людини веде до того, що вона починає неправильно себе оцінювати, її поведінка стає неадекватною, виникають емоційні зриви, підвищена тривожність. З цього випливає, що рівень домагань тісно пов'язаний із самооцінкою особистості і мотивацією досягнення успіхів в різних видах діяльності.